# Torslanda (tätort)
Torslanda är ett samhälle inom stadsdelen Torslanda i Göteborgs kommun och kyrkbyn i Torslanda socken. 
Torslanda ligger på västra Hisingen, med många badstränder och mycket naturmark. Innan Göteborg-Landvetter flygplats byggdes 1977, låg Göteborgs huvudflygplats i Torslanda. I dag är Torslanda framför allt känt som platsen för Volvo Personvagnars bilfabrik, Torslandaverken.
Bebyggelsen består mestadels av villor och radhus. I Torslanda finns handelsplatserna Torslanda Torg och Amhult. 
Torslanda IK grundat 18 januari 1944 och Torslanda HK är två av ortens idrottsföreningar.

## Administrativ historik
Orten var fram till och med 2005 av SCB klassad som en egen tätort i Göteborgs kommun i Västra Götalands län, för att i statistiken för 2010 klassas som en del av tätorten Göteborg. SCB definierade 2015 återigen Torslanda som en egen tätort men med en tätortskod övertagen från Björlanda. Tätorten bestod då av områdena Torslanda, Andalen, Björlanda, Hjuvik, Hästevik, Kvisljungeby, Låssby, Västra Låssby, Prästegården, Trånget (östra delen) och Trulsegården. 2018 bröts Björlanda ut, och denna tätort återtog då den tätortskod som använts före 2010. 2023 klassades området återigen som en del av tätorten Göteborg
Från 1970 namngav SCB tätorten Nolered men bytte 1980 tillbaka till Torslanda.

## Befolkningsutveckling
| Befolkningsutvecklingen i Torslanda 1965–2020 | Befolkningsutvecklingen i Torslanda 1965–2020 | Befolkningsutvecklingen i Torslanda 1965–2020 | Befolkningsutvecklingen i Torslanda 1965–2020 | Befolkningsutvecklingen i Torslanda 1965–2020 |
| --- | --------------------------------------------- | --------------------------------------------- | --------------------------------------------- | --------------------------------------------- |
| |                                               |                                               |                                               |                                               |
| År |                                               |                                               | Folkmängd                                     | Areal (ha)                                    |
| 1965 | 1965                                          |                                               | 2 119                                         |                                               |
| 1970 | 1970                                          |                                               | 4 674                                         |                                               |
| 1975 | 1975                                          |                                               | 5 100                                         |                                               |
| 1980 | 1980                                          |                                               | 5 523                                         |                                               |
| 1990 | 1990                                          |                                               | 6 938                                         | 348                                           |
| 1995 | 1995                                          |                                               | 8 021                                         | 440                                           |
| 2000 | 2000                                          |                                               | 8 467                                         | 455                                           |
| 2005 | 2005                                          |                                               | 10 129                                        | 567                                           |
| 2015 | 2015                                          |                                               | 23 088                                        | 1 936                                         |
| 2018 | 2018                                          |                                               | 22 767                                        | 1 723                                         |
| 2020 | 2020                                          |                                               | 22 448                                        | 1 662                                         |
| Anm.: Ny tätort 1965. Namngiven 'Nolered' 1970-1980. Sammanvuxen med Göteborg 2010. Åter tätort 2015, nu sammanvuxen med Andalen, Björlanda, Hjuvik, Hästevik, Kvisljungeby, Låssby, Västra Låssby, Prästegården, Trånget (östra delen) och Trulsegården. Björlanda utbrutet 2018. Låssby åter utbrutet 2020 |                                               |                                               |                                               |                                               |